# Baker (Montana)
Baker – miasto w Stanach Zjednoczonych, w stanie Montana, siedziba administracyjna hrabstwa Fallon. Według danych z 2000 roku, miasto miało 1695 mieszkańców.